# 馬林劍尾魚
馬林劍尾魚，為輻鰭魚綱鯉齒目鯉齒亞目花鳉科的其中一種，分布於中美洲墨西哥Panuco河流域，體長可達5.5公分，棲息在沙石底質、植被生長且流動快速的溪流，屬肉食性，生活習性不明。

## 擴展閱讀
維基物種上的相關：馬林劍尾魚